# گارباتکا-لتنگسکو
گارباتکا-لتنگسکو (به لهستانی:  Garbatka-Letnisko) یک روستا در لهستان است که در گمینا گارباتکا-لتنگسکو واقع شده‌است.
 گارباتکا-لتنگسکو  ۳٬۲۹۵ نفر جمعیت دارد.